# 富樫勇樹
富樫勇樹（日语：／ Togashi Yūki，1993年7月30日—），生於日本新潟县，籃球運動員。身長167cm、体重65kg。

## 早前
富樫勇树在日本出生，長大。2009年，他来到美国，并进入了位于马里兰州罗克维尔的蒙特罗斯基督学院。在他3年的蒙特罗斯生涯中，2011年，蒙特罗斯得到了2011年的ESPN RISE全国高中邀请赛的资格，并在双加时比赛中击败了橡树山学院。2012年富樫勇树毕业后，他并未得到任何NCAA一级联盟学校的奖学金，因此他回到了日本。

## 职业生涯
2013年1月，富樫勇树加入了日本BJ聯盟的秋田北部喜悅队。他在2013年2月2日初次亮相即拿下15分11次助攻外加3个篮板球和抢断，带领北秋田喜悦队以88-77战胜富山松鸡队。在2012-13赛季，富樫勇树场均出战37.2分钟，能拿下14.5分6.2次助攻，外加2.9篮板和1.2次抢断。
在2013-14赛季，富樫勇树再次进入北秋田喜悦队，并打满整个赛季58场比赛，在场均36.2分钟上场时间内能拿到16.3分7.6次助攻外加2.9个篮板和1.1次抢断。他进入了BJ联盟中最佳阵容，并且成为了进入该阵容的最年轻球员。他也获得了2014年1月份BJ联盟全明星赛的MVP。
2014年7月，富樫勇树代表达拉斯小牛队参加了2014年NBA夏季联赛，他也以5英尺7英寸的身高成为了NBA夏季联赛史上最矮的球员。在夏季联赛中，富樫勇树场均能贡献5.3分1.3个篮板球。2014年10月15日，他与达拉斯小牛队签下一份無保障合約。
2014年10月22日，遭達拉斯小牛隊釋出。
2015年，與千葉噴射機（Chiba Jets）簽約，參加日本職籃。
2019年5月15日，富坚勇树被评为2018-19赛季日本職籃 MVP。

## 国际比赛
在2014年，富樫勇树代表日本国家队参加了威廉·琼斯杯和仁川亚运会，并在亚运会上夺得了一块铜牌。